# Juan Pablo Vergara
Pour les articles homonymes, voir Vergara.
Juan Pablo Vergara Martínez (Lima, 24 février 1985 – Juliaca, 2 décembre 2019) est un footballeur péruvien qui jouait au poste de milieu de terrain.

## Biographie

### Carrière en club
Formé à l'Universitario de Deportes de Lima, Vergara ne peut y percer - une seule rencontre disputée - et part jouer en 2005 pour le Sport Áncash. Il s'essaie ensuite dans des clubs de divisions inférieures du Pérou (Atlético Minero en D2 et Diablos Rojos en Copa Perú) avant de revenir en D1 en 2009 au Sport Áncash.
Après des passages plus ou moins réussis au CNI, Universidad César Vallejo, Sport Boys, Real Garcilaso et Inti Gas, il fait son retour en D2, tant avec l'Alfonso Ugarte de Puno en 2013 qu'avec l'Atlético Minero en 2014, avec entre-temps une pige à Los Caimanes.
À partir de 2015, il évolue uniquement au sein de clubs de l'élite : Sport Loreto (2015); UTC, club où il connaît sa plus longue expérience de joueur en y séjournant trois saisons (de 2016 à 2018) avec 106 matchs disputés et 24 buts marqués ; puis Deportivo Binacional, son dernier club, où il remporte le tournoi d'ouverture du championnat 2019.
Le bilan de la carrière de Vergara s'élève à plus de 300 matchs disputés en 1re division péruvienne, avec plus de 50 buts inscrits. Il joue également trois rencontres dans la prestigieuse Copa Libertadores.

### Décès
Juan Pablo Vergara trouve la mort le 2 décembre 2019 à Juliaca, à la suite d'un accident de la route.

## Palmarès
| Deportivo Binacional - Championnat du Pérou (1) : - Champion : 2019. - Tournoi d’ouverture (1) : - Vainqueur : 2019-A. |  | Alfonso Ugarte - Championnat du Pérou D2 : - Vice-champion : 2013. |  | Atlético Minero - Championnat du Pérou D2 : - Vice-champion : 2007. |